# Кросно (Ельблонзький повіт)
Кросно (пол. Krosno, нім. Krossen) — село в Польщі, у гміні Пасленк Ельблонзького повіту Вармінсько-Мазурського воєводства.
Населення — 250 осіб (2011).
У 1975-1998 роках село належало до Ельблонзького воєводства.

## Демографія
Демографічна структура станом на 31 березня 2011 року:
|          | Загалом | Допрацездатний вік | Працездатний вік | Постпрацездатний вік |
| -------- | ------- | ------------------ | ---------------- | -------------------- |
| Чоловіки | 124     | 37                 | 80               | 7                    |
| Жінки    | 126     | 32                 | 75               | 19                   |
| Разом    | 250     | 69                 | 155              | 26                   |